# Conrad Broßwitz
Conrad Broßwitz (* 15. Mai 1881 in Danzig; † 11. März 1945 im KZ Dachau) war ein deutscher Gewerkschafter und SPD-Politiker der Weimarer Republik. Er war von 1928 bis 1930 Reichstagsabgeordneter.

## Leben
Nach dem Besuch der Volksschule absolvierte Broßwitz eine Lehre als Tapezierer und Dekorateur und war seit 1910 Angestellter der sozialistischen Arbeiterbewegung in Danzig, Braunschweig, Schleswig-Holstein und in Frankfurt am Main. 1919 bis 1933 war er SPD-Parteisekretär für den Bereich Groß-Frankfurt sowie Mitglied der Deputation für Wissenschaft, Kunst und Volksbildung. Er fungierte als Leiter des Kulturkartells der modernen Arbeiterbewegung Frankfurt am Main.
Im Mai 1928 zog er für den Wahlkreis Hessen-Nassau in den Reichstag ein, dem er in der 4. Wahlperiode angehörte. Er schied im September 1930 aus dem Reichstag aus.
1933 kam er erstmals in „Schutzhaft“. Im August 1944 wurde er von der Gestapo in der Aktion „Gitter“ erneut verhaftet und ins KZ Dachau gebracht, wo er im März 1945 – sieben Wochen vor dessen Befreiung – starb.

## Würdigung

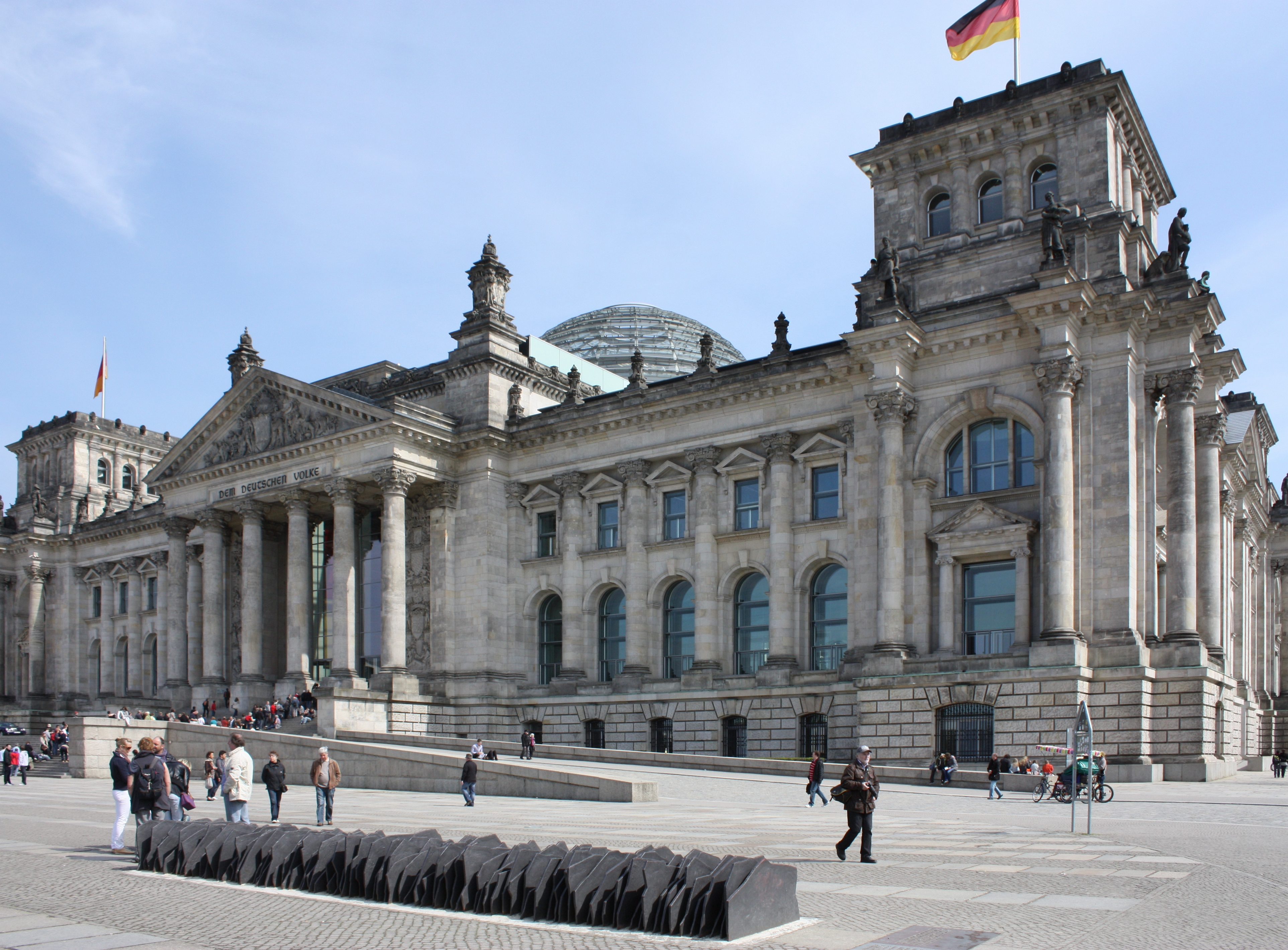
Gedenktafeln am Reichstag

In Frankfurt-Bockenheim ist eine Straße nach ihm benannt, wobei die Schreibweise „Konrad“ verwendet wird (siehe Liste der Straßennamen von Frankfurt am Main). Seit 1992 erinnert in Berlin in der Nähe des Reichstags eine der 96 Gedenktafeln für von den Nationalsozialisten ermordete Reichstagsabgeordnete an Broßwitz. 2018 wurde in Eschborn ein Stolperstein für ihn verlegt. Er lebte in Eschborn, nachdem er in Frankfurt ausgebombt worden war.